# Rezerwat przyrody Jezioro Szare
Rezerwat przyrody „Jezioro Szare” – wodny rezerwat przyrody w województwie zachodniopomorskim, w powiecie koszalińskim, w gminie Bobolice. Rezerwat obejmuje jezioro Pniewko (Rosoła), leżące na północny wschód od Porostu.
Został utworzony na mocy zarządzenia Ministra Leśnictwa i Przemysłu Drzewnego z dnia 12 lipca 1974. Zajmuje powierzchnię 8,67 ha (akt powołujący podawał 8,30 ha).
Celem ochrony jest zachowanie ekosystemu jeziora lobeliowego, z reliktowymi gatunkami roślin chronionych, takimi jak: lobelia jeziorna (Lobelia dortmanna), poryblin jeziorny (Isoëtes lacustris), brzeżyca jednokwiatowa (Littorella uniflora). Jezioro położone jest w głębokiej niecce o stromych brzegach porośniętych mieszanymi drzewostanami liściastymi z domieszką gatunków iglastych.
Rezerwat znajduje się w zasięgu terytorialnym Nadleśnictwa Bobolice (obręb leśny Bobolice, leśnictwo Zarzewie), ale poza gruntami w zarządzie nadleśnictwa. Nadzór sprawuje Regionalny Konserwator Przyrody w Szczecinie. Na mocy obowiązującego planu ochrony ustanowionego w 2009 roku (z późniejszymi zmianami), obszar rezerwatu objęty jest ochroną czynną.
Rezerwat leży w granicach obszaru siedliskowego sieci Natura 2000: „Bobolickie Jeziora Lobeliowe” PLH320001.